# Spettroscopio

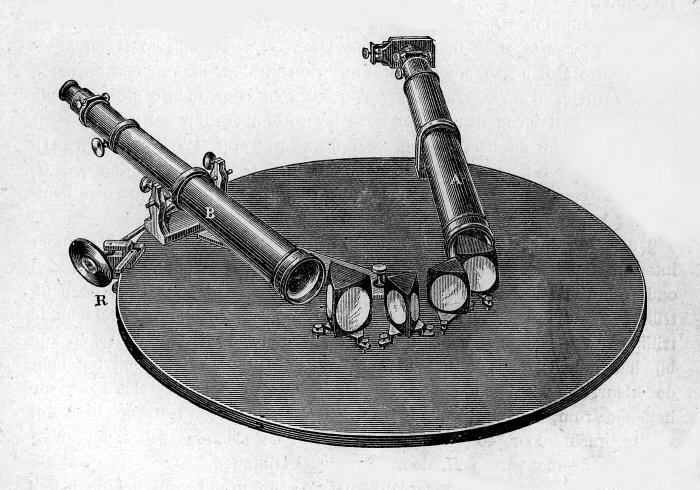
Spettroscopio di Kirchhoff

Lo spettroscopio è uno strumento ottico usato in fisica e chimica per l'osservazione e l'analisi della radiazione elettromagnetica emessa da una sorgente. Può essere a prisma, se utilizza un prisma ottico, o a reticolo, se viene usato un reticolo di diffrazione.

## Caratteristiche
Lo spettroscopio è costituito da un collimatore, un cannocchiale, un piattino, una piattaforma e due noni. Il collimatore è un tubo metallico fisso al cui interno sono disposte in maniera opportuna lenti convergenti. È regolabile in lunghezza e inclinabile mediante viti, e termina da un lato con una fessura di larghezza regolabile. L'altro termine si affaccia sul piattino dove si trova il reticolo o il prisma. Anche il piattino è regolabile in inclinazione mediante due viti e in altezza allungando o accorciando l'asta che lo sorregge, ed è libero di ruotare. Sotto l'asta che sorregge il piattino si trova un goniometro con i due noni. Il cannocchiale è simile al collimatore ma è libero di ruotare ed è provvisto di oculare per l'individuazione del raggio deviato. Il cannocchiale può essere fissato con delle viti per renderlo più stabile ai movimenti accidentali, e può essere regolato con regolamento fine da una manopola di metallo.
L'occhio distingue le lunghezze d'onda della luce tramite quella diversificazione della sensazione che si chiama colore. Se giungono sulla retina, sommate insieme, radiazioni di lunghezze d'onda diverse, il meccanismo psicofisico della visione non consente di distinguere le singole radiazioni componenti: la sensazione è quella di un colore risultante, come avviene per la miriade di colori che vediamo attorno a noi. La separazione della luce nelle varie componenti di lunghezza d'onda diversa avviene in natura in varie circostanze, come nelle superfici dette iridescenti e nell'arcobaleno. Artificialmente questa separazione tecnicamente detta dispersione, si ottiene con un mezzo fisico -il dispersore- che è per lo più un prisma di vetro o un reticolo.
Le immagini monocromatiche col semplice uso di un prisma o di un reticolo non sono generalmente ben separate l'una dall'altra e si sormontano parzialmente. Per riuscire a separare lunghezze d'onda molto vicine tra loro si deve ricorrere ad opportuni accorgimenti che vengono realizzati con lo strumento detto spettroscopio, se serve solo per guardare lo spettro ad occhio, o spettrografo se serve per fotografare lo spettro. In tali strumenti, condizione essenziale per ottenere un'elevata capacità di separazione, cioè, come si dice in linguaggio tecnico, un elevato potere risolutivo, è la presenza di una stretta fenditura d'ingresso che isola uno stretto fascio della luce da esaminarsi: le righe spettrali non sono che altrettante immagini monocromatiche della fenditura.
Il cuore dello spettroscopio e dello spettrografo è il dispersore, che può essere sia un prisma che un reticolo. Ognuna delle due alternative presenta vantaggi e svantaggi che vanno valutati in funzione delle applicazioni cui lo strumento è destinato. Occorre inoltre una lente che raccolga la luce dalla fenditura e con questa illumini il dispersore e poi una lente che raccolga i fasci di luce dispersa e formi le immagini monocromatiche sul piano della lastra fotografica. In astronomia lo spettrografo viene applicato al telescopio in modo che la fenditura d'ingresso coincida col fuoco dell'obiettivo. Si ottiene così lo spettro della stella la cui immagine si forma nel fuoco.